# Biblioteka Pedagogiczna im. gen. bryg. prof. Elżbiety Zawackiej w Toruniu
Biblioteka Pedagogiczna im. gen. bryg. prof. Elżbiety Zawackiej w Toruniu – biblioteka pedagogiczna służąca kształceniu i doskonaleniu pracowników pedagogicznych i pedagogizacji społeczeństwa. Mieści się przy ulicy generała Jana Henryka Dąbrowskiego 4 w Toruniu. Dyrektorem biblioteki jest mgr Marcin Żynda.

## Historia
Biblioteka Pedagogiczna w Toruniu powstała w 1921 roku. W 1939 roku zbiory biblioteki liczyły ok. 10 tys. woluminów. Większość z nich uległa zniszczeniu podczas II wojny światowej. Po zakończeniu wojny powołano Okręgową Bibliotekę Pedagogiczną Kuratorium Okręgu Szkolnego Pomorskiego. W 1968 roku bibliotekę (pełniącą funkcję Wojewódzkiej Bibliotek Pedagogicznej) przeniesiono do Bydgoszczy. 1 stycznia 1969 roku powołano w Toruniu Pedagogiczną Bibliotekę Miejską.
Po reformie administracyjnej kraju z 1975 roku powołano Pedagogiczną Bibliotekę Wojewódzką. Biblioteka miała sześć filii: w Brodnicy, Chełmnie, Nowym Mieście Lubawskim, Grudziądzu i Wąbrzeźnie, w Chełmży (od 1988 roku). W 1991 roku rozpoczęto likwidację filii. Ostatnia, w Brodnicy, została zlikwidowana w 2017 roku.
W 2002 roku zapadła decyzja zarządu województwa kujawsko-pomorskiego o przeniesieniu biblioteki z dawnej siedziby przy ulicy Prostej do  budynku zlokalizowanego przy ul. Dąbrowskiego 4. W 2009 roku bibliotece nadano imię gen. bryg. prof. Elżbiety Zawackiej.

## Zbiory
W bibliotece znajdują się książki, czasopisma i inne druki oraz nagrania dźwiękowe i wideo przeznaczone dla nauczycieli i studentów. W skład zbiorów wchodzą m.in: pozycje z zakresu psychologii, pedagogiki i nauk pokrewnych, literatura metodyczna dla nauczycieli, publikacje naukowe i popularnonaukowe, podręczniki szkolne, programy nauczania, materiały o problemach oświaty w województwie kujawsko-pomorskim, literatura piękna, literatura z zakresu bibliotekoznawstwa.
Zasób na koniec 2006 roku liczył:
- ok. 80 700 wol. książek;
- ok. 8 200 wol. czasopism;
- ok. 500 tytułów czasopism;
- ok. 220 tytułów czasopism w bieżącej prenumeracie;
- ok. 140 egzemplarzy map i atlasów;
- 112 pozycji z nutami;
- ok. 420 kaset magnetofonowych;
- ok. 300 kaset wideo;
- ok. 100 albumów muzycznych;
- ok. 160 dyskietek.